# Meir Baal HaNess
El Rabino Meir Baal HaNess (el fabricante de milagros) fue un sabio judío que vivía en el tiempo de la Mishná. Fue considerado uno de los más grandes de los Tanaim de la cuarta generación (139 CE-163 CE). Según el Talmud, su padre era un descendiente del Emperador romano Nerón que se había convertido al judaísmo. Su esposa Bruriah es una de las pocas mujeres citadas en la Guemará. Él es el tercer sabio más mencionado en la Mishná.
En el Talmud de Babilonia, en el tratado de Guitín, dice que todos las Mishnayot anónimas son atribuidas al Rabino Meir. Esta regla se requería porque, después de un intento fallido de forzar la renuncia del jefe del Sanedrín, las opiniones de Meir se notaron, pero no en su nombre, sino como "Otros dicen ..."
Meir puede haber sido un sobriquet. Se cree que el verdadero nombre de Meir fue Nahori o Misha. Se le dio el nombre Meir, que significa "Iluminador", porque iluminó los ojos de los eruditos y estudiantes en el estudio de la Torá.